# In the Mid-Nite Hour
Pour l’article ayant un titre homophone, voir In the Midnight Hour.
Albums de Warren G
The Hard Way
(2004) The G-Files
(2009)
Singles
1. Get U Down
Sortie : 2005
2. I Need a Light
Sortie : 2005

In the Mid-Nite Hour est le cinquième album studio de Warren G, sorti en 2005.
Warren G explique le titre de l'album par le fait qu'il a passé beaucoup de nuits à travailler dessus. Le rappeur Bishop Lamont apparaît sur de nombreuses chansons.
Le premier single est Get U Down avec Ice Cube, B-Real de Cypress Hill et Snoop Dogg. Le second single est I Need a Light avec Nate Dogg.
L'album s'est classé 15e au Top R&B/Hip-Hop Albums et 80e au Billboard 200 et s'est écoulé à 14 800 exemplaires la première semaine.

## Liste des titres
| No  | Titre                                                                                 | Contient un (des) sample(s) de              | Durée |
| --- | ------------------------------------------------------------------------------------- | ------------------------------------------- | ----- |
| 1.  | Shhhhh                                                                                |                                             | 0:04  |
| 2.  | On My Mind (11:59 p.m.) (featuring Chevy Jones, Bishop Lamont, Mike Anthony et Bokey) |                                             | 3:43  |
| 3.  | Make It Do What It Do (featuring Bishop Lamont)                                       |                                             | 3:52  |
| 4.  | In Case Some Shit Go Down (featuring Mike Jones et Frank Lee White)                   |                                             | 3:29  |
| 5.  | I Need a Light (featuring Nate Dogg)                                                  |                                             | 4:42  |
| 6.  | Get U Down (featuring B-Real et Side Effect)                                          | Don't Let No One Get You Down de War        | 3:48  |
| 7.  | A Chronic Break                                                                       |                                             | 0:21  |
| 8.  | Weed Song (featuring Frank Lee White)                                                 |                                             | 1:58  |
| 9.  | Wheels Keep Spinning                                                                  |                                             | 4:01  |
| 10. | PYT (featuring Snoop Dogg et Nate Dogg)                                               |                                             | 4:05  |
| 11. | Walk These Streets (featuring Raphael Saadiq)                                         |                                             | 3:49  |
| 12. | Garilla Pimpin (featuring Bishop Lamont)                                              |                                             | 4:11  |
| 13. | Turn It Up Loud (featuring Chuck Taylor)                                              | Concentrate des Gaturs featuring Willie Tee | 3:40  |
| 14. | In the Mid-Nite Hour (featuring Nate Dogg)                                            |                                             | 3:44  |
| 15. | I Like That There (featuring Bishop Lamont)                                           |                                             | 4:00  |
| 16. | Yes Sir (featuring Snoop Dogg, Bishop Lamont et Frank Lee White)                      |                                             | 3:59  |
| 17. | Ahh (featuring Bishop Lamont, Frank Lee White et Chuck Taylor)                        |                                             | 4:43  |
| 18. | All I Ask of You (featuring Frank Lee White, Bishop Lamont et Chevy Jones)            |                                             | 3:39  |
| 19. | Get U Down Part 2 (featuring B-Real, Side Effect, Snoop Dogg et Ice Cube)             |                                             | 5:02  |